# Pachycladon exilis
Pachycladon exilis là một loài thực vật có hoa trong họ Cải. Loài này được (Heenan) Heenan & A.D.Mitch. mô tả khoa học đầu tiên năm 2002.